# آلبان‌خزنده
آلبان‌خزنده (نام علمی: Albanerpeton) نام یک سرده از تیره دگردم‌داران است.